# Сант'Анђело А Канчели (Авелино)
Сант'Анђело А Канчели је насеље у Италији у округу Авелино, региону Кампанија.
Према процени из 2011. у насељу је живело 246 становника. Насеље се налази на надморској висини од 495 м.